# Сомён (станция метро)
«Сомён» (кор. 서면역) — подземная станция Пусанского метро на Первой линии и Второй линии. Станция «Сомён» на Первой линии представлена двумя боковыми платформами, станция «Сомён» на Второй линии также. Станция обслуживается Пусанской транспортной корпорацией. Расположена в квартале Пуджон-дон административного района Пусанджин-гу города-метрополии Пусан (Республика Корея). На станции установлены платформенные раздвижные двери.
Станция «Сомён» на Первой линии была открыта 19 июля 1985 года, на Второй линии — 30 июля 1999 года.